# Cade Smith
Cade Jared Benjamin Smith (Abbotsford, Columbia Británica, 9 de mayo de 1999), más conocido como Cade Smith, es un jugador profesional canadiense de béisbol que se desempeña en la posición de lanzador en Cleveland Guardians, equipo de las Grandes Ligas de Béisbol (MLB).

## Carrera
En 2024, Smith hizo su debut en la MLB con el equipo Cleveland Guardians, donde lleva jugando una temporada.